# Коефіцієнт рентабельності чистого прибутку
Коефіцієнт рентабельності чистого прибутку (Net profit margin) показує частку чистого прибутку в обсязі продажів.
Розраховується за формулою:
NPM = Прибуток після податків / Чиста виручка
Для розрахунку використовуються підсумкові значення даних звіту про фінансові результати за період.

Згідно з міжнародними стандартами бізнес-планування застосовується як один з фінансових показників ефективності бізнес-планів